# Le Combat d'une femme (téléfilm, 2007)
Pour les articles homonymes, voir Le Combat d'une femme.
Le Combat d'une femme ou Une vie interrompue au Québec (A Life Interrupted) est un téléfilm américain réalisé par Stefan Pleszczynski, diffusé le 23 avril 2007 sur Lifetime.

## Synopsis
La famille Smith vit à Williamsburgh, en Virginie. Rob est policier, Debbie, elle, s'occupe de leurs deux enfants. La vie de ce couple tranquille est subitement bouleversée lorsqu'un matin après avoir travaillé de nuit, Rob dort à l'étage tandis qu'au même moment Debbie subi un viol. Debbie est détruite d'autant plus que les tests ADN ne sont guère encouragés pour ce type de crimes. Carolyn Maloney, une féministe du Congrès, va tenter de modifier la loi afin que l'ADN soit enfin pris en compte dans ce genre d'affaire. Elle veut faire de Debbie sa porte parole.

## Fiche technique
- Titre français : Le Combat d'une femme
- Titre québécois : Une vie interrompue
- Titre original : A Life Interrupted
- Réalisation : Stefan Pleszczynski (en)
- Scénario : John Wierick
- Photographie : John Ashmore
- Musique : James Gelfand
- Société de production : Incendo Productions
- Pays : États-Unis
- Durée : 85 minutes

## Distribution
- Lea Thompson (VQ : Valérie Gagné) : Debbie Smith
- Anthony Lemke (VQ : Gilbert Lachance) : Rob Smith
- Cindy Busby (VQ : Karine Vanasse) : Crystal Smith
- Tommy Lioutas (VQ : Éric Paulhus) : Bobby Smith
- Trevor Hayes (VQ : Patrick Chouinard) : Mike Yost
- Ralph Prosper : Norman Jimmerman
- Cary Lawrence (arz) (VQ : Mélanie Laberge) : Emily
- Eléonore Lamothe : Crystal (jeune)
- Devon Bostick : Bobby (jeune)
- Matt Holland : Le docteur
- Andrew Johnston (VQ : Denis Roy) : Docteur Ferrara
- Mélanie Saint-Pierre (VQ : Magalie Lépine-Blondeau) : Molly

## Nominations
- Nomination aux Prix Gemini dans la catégorie « Best TV Movie »
- Nomination aux Humanitas Prizes dans la catégorie « téléfilm de 90 minutes »